# リンヴォイ・プライマス
リンヴォイ・スティーヴン・プライマス（Linvoy Stephen PRIMUS, 1973年9月14日 - ）は、イングランド・ロンドン出身の元サッカー選手。現役時代のポジションはセンターバック。「プリマス」と表記されることも。敬愛なキリスト教徒としても有名。
速さはないもののフィジカルが強くタフな選手。2006-07シーズンはソル・キャンベルとコンビを組みポーツマス史上最高の9位までチームを躍進させた。しかし、2007-08シーズンからは故障が目立つようになり、2009年12月に現役引退を表明した。

## 所属クラブ
- チャールトン・アスレティックFC 1992-1994
- バーネットFC 1994-1997
- レディングFC 1997-2000
- ポーツマスFC 2000-2009

→  チャールトン・アスレティックFC 2008(loan)